# Cəbrayıl (district)
Cəbrayıl (ook geschreven als Jabrayil of Jabrail) is een district in Azerbeidzjan.
Cəbrayıl telt 73.300 inwoners (01-01-2012) op een oppervlakte van 1050 km²; de bevolkingsdichtheid is dus 69,8 inwoners per km².

## Bezetting
Het grondgebied van het district werd sinds de oorlog in Nagorno-Karabach bezet door de Republiek Nagorno-Karabach en viel onder het gewest Hadroet. 
Op 4 oktober 2020 werd het heroverd door Azerbeidzjan tijdens een een nieuwe oorlog om de regio.

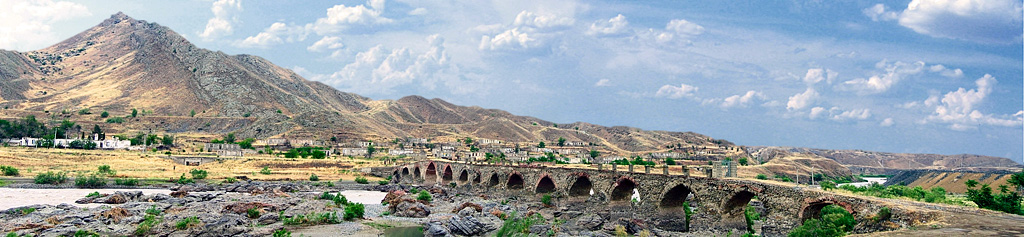
Khoda Afarinbrug